# 葉志偉
葉志偉（1984年7月28日—），臺灣雲林縣北港鎮人。台灣劇場編劇、導演、影視編劇。中國文化大學戲劇系畢，國立台北藝術大學劇場藝術研究所導演組碩士。2008年創辦再現劇團，主職編導與策展。曾任魯蛋叔叔聲創工作室創意統籌，主導福斯廣播公司所播出之電視動畫《辛普森家庭》（第23季-第30季）與《蓋酷家庭》台版中文腳本改編。現為再現劇團負責人、不可無料劇場駐團編導、華星娛樂職人編劇、國立臺灣戲曲學院技術及專業教師、黎明技術學院戲劇系兼任講師。以編劇暨導演作品《迷彩馬戲團》、《物怪之里》、編劇作品《純屬張愛玲個人意見》獲台新藝術獎提名；布袋戲編導作品《豆花公劇場版：拍斷手骨顛倒勇》獲第36屆傳藝金曲獎四項入圍；電影劇本《乩身：踏火伏魔的罪人》獲43屆優良電影劇本優等獎。

## 影視編創作品
2019  嘉義縣社會局形象短片【母親篇】、【被支撐的人生】編導
2019　高雄春天藝術節【樂舞青春-表演藝術教育VR短片】 編劇、導演
2018　財團法人國川美妙教育事務基金會-AED推廣短片《愛心篇》編劇
2017　鑫盛影視 甜點料理網路短劇《繪梨醬的告白日記》第一季編劇
2017　上海震旦博物馆【中國古玉形紋設計特展】短片《Emily的玉想世界》編劇
2014-2019　FOX電視《辛普森家庭》中文版 配音腳本編劇　
2014-2015　FOX電視《蓋酷家庭》中文版 配音腳本編劇
2013　Disney迪士尼頻道《鯊魚哥說笑》配音腳本編劇
2012-2013　Cartoon Network頻道《肥貓鬥小強》爆笑配音版　配音腳本編劇

## 劇場編創作品
2024 義興閣掌中劇團《豆花公劇場版—拍斷手骨顛倒勇》編劇、導演（紅樓劇場）
2024 江之翠劇場《定伯弄鬼》文本改編、導演（樹林演藝廳）
2023 再現劇團 - 台灣妖怪演劇計劃II《落人之家》導演、編劇（水源劇場）
2023 國立臺灣戲曲學院劇場藝術系高職部畢業製作《小偷嘉年華》改編、導演暨演出指導（戲曲學院黑箱劇場）
2022 阮劇團歲末封箱感謝祭《攏總款起來》總導演
2022 BIU不可無料劇場《一個公務員的誕生》導演（文山劇場）
2022 阮劇團X劇場空間 台港合製音樂劇《皇都電姬》副導演/執行導演 
2022 國立臺灣戲曲學院劇場藝術系高職部畢業製作《無動物戲劇：精選限動6則》改編、導演暨演出指導
2021  臺灣設計展X阮劇團 街區劇場《嘉遊站》導演
2021  阮劇團2021【劇本農場VIIl】《那棟鬧鬼的透天厝》讀劇導演（嘉義縣表演藝術中心實驗劇場）
2021  黎明技術學院戲劇系三年級班展《意外死亡》文本改編暨演出指導
2021  國立臺灣戲曲學院劇場藝術系高職部畢業製作《黑暗宅急騙》改編、導演暨演出指導（戲曲學院黑箱劇場）
2021  阮劇團【草草戲劇節】議題劇場《諸羅假期》編劇、導演（嘉義文化園區）
2021  義興閣掌中劇團 - 大稻埕戲苑青年戲曲藝術節《GG冒險野郎》編劇/作詞（大稻埕永樂廣場、嘉義市文化局音樂廳）
2020  阮劇團2020【劇本農場VII】《女鬼與城隍》音樂劇讀劇導演（嘉義縣表演藝術中心演藝廳）
2020  國立臺灣戲曲學院劇場藝術系高職部畢業製作《已讀#不回》編導暨演出指導（戲曲學院黑箱劇場）
2019  臺灣文學館 X 阮劇團【臺灣文學獎創作類劇本金典獎作品】《咬人貓》讀劇導演（臺灣文學館）
2019  阮劇團2019【劇本農場VI】《一縷香絕》讀劇導演（嘉義縣表演藝術中心實驗劇場）
2019  雲林愛樂室內合唱團《小時代-惠來里158號檔案》導演（重製加演版/雲林縣文化中心演藝廳）
2019　鐵四帝文化藝術創意舞蹈團《回.神》編劇、導演（屏東演藝廳實驗劇場）
2018　再現劇團 - 台灣妖怪演劇計劃I《物怪之里》導演、共同編劇（華山文創園區拱廳）
2018　BE劇團【房間小戲十一幸福出租事務所】劇本統籌（華山站貨場）
2018　雲林愛樂室內合唱團音樂劇《惠來里158號檔案》導演（雲林縣文化中心演藝廳）
2018　阮劇團2018劇本農場《血案兇手的冷酷告白》讀劇導演（新嘉義座）
2018　台灣妖怪演劇計劃實驗室【造物：城中之獸】工作坊　主持人／編創統籌（不萊梅劇團排練場）
2018　阮劇團草草戲劇節off【台灣妖怪演劇計劃】《極短篇》編創
2017　阮劇團2017劇本農場《陰間失格》讀劇導演
2017　小滿大劇團《咬人貓》基隆、高雄巡演版　編劇、導演
2017　人从众創作體《綠島百合》編劇、導演（綠島、嘉義）
2017　阮劇團草草戲劇節off《獅化：前導練習題之其一》編創
2017　自然而然劇團《證人或我們小小的穩定》讀劇導演
2016　再現劇團《卍》改編、導演
2016　胡雅婷獨立製作《咬人貓》編劇、導演
2016　果陀劇場《純屬張愛玲個人意見》共同編劇
2015　無獨有偶工作室劇團《洋子YOKO》劇本協力
2015　冉現劇團《已讀＃不回》編劇、導演
2014　果陀劇場Ｘ爆米花輕鬆劇場《五斗米靠腰》共同編劇
2014　再現劇團 X 身體氣象館【為你朗讀II】《有耳》讀劇導演
2013　再現劇團 X 新點子劇展【一代粉絲：Japan】《大雄與誓言之日》編劇、導演
2012　再現劇團2012地下劇會【Bushiban】台北、澳門策展人
2011　再現劇團第三號作品《迷彩馬戲團》編劇、導演
2010　再現劇團2010地下劇會【地獄樂園】策展人／編導
2009　再現劇團第一號作品《關於洛芙的15首＿what is Love? concert》劇本統籌
2009　國立台北藝術大學劇場藝術研究所畢業製作《亨利四世》導演
2008　再現劇團【台北事変】《房間裡的衣櫃》改編、導演
2008　再現劇團2008地下劇會《突然獨身》改編、導演
2007　再現劇團《殺精時代》導演、聯合編劇
2006　中國文化大學戲劇系第40屆畢業製作《The House》導演、聯合編劇
2005  再現劇團《白色人魚》編劇、導演
2005  再現劇團《Maktub》編劇、導演
2004  再現劇團《No.12仲夏夜之錯》編劇、導演

## 獲獎或入圍紀錄
2025  第36屆傳藝金曲獎-戲曲表演類《豆花公劇場版-拍斷手骨顛倒勇》入圍 最佳年度演出/最佳編劇/最佳導演
2021  第43屆優良電影劇本獲優等獎：《乩身：踏火伏魔的罪人》
2018  第17屆台新藝術獎提名：再現劇團–臺灣妖怪演劇計畫Ｉ《物怪之里》
2018  文化部青年藝術發展補助
2016  第15屆台新藝術獎提名：果陀劇場《純屬張愛玲個人意見》
2016  牯嶺街小劇場年度節目評審團特別獎：再現劇團－谷崎潤一郎官能合聲計畫《卍》
2011  第10屆台新藝術獎提名：再現劇團《迷彩馬戲團》

## 外部連結
- 再現劇團facebook